# Арктик-Бей
Арктик-Бей (англ. Arctic Bay) — эскимосская деревня, расположенная в северной части полуострова Борден на острове Баффинова Земля в районе Кикиктани территории Нунавут, Канада. Координаты — 73°02′00″ с. ш. 85°09′20″ з. д.. Численность населения — 823 чел. (2011). Почтовый индекс — X0A 0A0. Преобладающие языки — эскимосский и английский.
Эскимосское название деревни Арктик-Бей — Ikpiarjuk (Икпиаґйук), что переводится на русский язык как «карман». Это название носит отпечаток высоких холмов, которые окружают бухту со стороны суши. Деревня обслуживается морским транспортом и аэропортом «Арктик-Бей» в экстренных ситуациях. Есть также дорога протяжённостью 32 км, соединяющая деревню с населённым пунктом Нанисивик, горнодобывающим поселением во внутренней части острова с временно закрытыми рудниками. Оператором «First Air» осуществляются полёты по расписанию в аэропорт «Нанисивик» и в столицу Нунавута, Икалуит, по субботам и средам.
В последние годы ускоренно развивается туризм. Флора и фауна, характерная для полярных местностей: нарвалы, тюлени, моржи, киты. Ежегодно между деревней Арктик-Бей и поселением Нанисивик проводится ночной марафон.